# Primeval-Zahl
In der Unterhaltungsmathematik ist eine Primeval-Zahl (vom englischen Primeval Number) eine natürliche Zahl {\displaystyle n\in \mathbb {N} }, für die die Anzahl der Primzahlen, die man durch Permutation einiger oder aller ihrer Ziffern (also durch Vertauschung bzw. Weglassung ihrer Ziffern) erhalten kann, größer ist als die Anzahl der Primzahlen, die man auf dieselbe Art und Weise für alle kleineren natürlichen Zahlen {\displaystyle m<n} erhalten kann.
Der Mathematiker Mike Keith hat sich im Jahr 1998 als Erster mit diesen Zahlen beschäftigt.

## Beispiele
- Aus der Zahl {\displaystyle n=1379} kann man folgende Primzahlen durch Vertauschung und Weglassung der Ziffern erzeugen:

3, 7, 13, 17, 19, 31, 37, 71, 73, 79, 97, 137, 139, 173, 179, 193, 197, 317, 379, 397, 719, 739, 937, 971, 1973, 3719, 3917, 7193, 9137, 9173, 9371
Insgesamt sind das 31 Primzahlen, die erzeugt werden können. Dies macht die Zahl {\displaystyle n=1379} noch nicht zur Primeval-Zahl. Man muss vorher nachweisen, dass man aus allen kleineren natürlichen Zahlen {\displaystyle 0<m<n=1379} nicht so viele, also weniger als 31 Primzahlen erzeugen kann. Dies ist allerdings tatsächlich der Fall: es gibt keine einzige Zahl {\displaystyle m<n=1379}, aus der man 31 oder mehr Primzahlen durch Vertauschung und Weglassung der Ziffern erzeugen kann. Somit ist {\displaystyle n=1379} eine Primeval-Zahl.
- Die ersten Primeval-Zahlen lauten:

1, 2, 13, 37, 107, 113, 137, 1013, 1037, 1079, 1237, 1367, 1379, 10079, 10123, 10136, 10139, 10237, 10279, 10367, 10379, 12379, 13679, 100279, 100379, 101237, 102347, 102379, 103679, 123479, 1001237, 1002347, 1002379, 1003679, 1012349, 1012379 … (Folge A072857 in OEIS)
- Die Anzahl der Primzahlen, die man aus obig genannten Primeval-Zahlen machen kann, lauten:

0, 1, 3, 4, 5, 7, 11, 14, 19, 21, 26, 29, 31, 33, 35, 41, 53, 55, 60, 64, 89, 96, 106, 122, 153, 188, 248, 311, 349, 402, 421, 547, 705, 812, 906, 1098 … (Folge A076497 in OEIS)
Beispiel:
An der 15. Stelle obiger beiden Listen kann man die Zahlen {\displaystyle n=10123} und {\displaystyle 35} ablesen. Dies bedeutet, dass man aus der Zahl {\displaystyle n=10123} genau {\displaystyle 35} verschiedene Primzahlen machen kann und dass es keine einzige Zahl {\displaystyle m<n=10123} gibt, aus der man {\displaystyle 35} oder mehr verschiedene Primzahlen machen kann.
- Die größte Anzahl an Primzahlen, die man aus einer {\displaystyle k}-stelligen (Primeval-)Zahl machen kann (mit {\displaystyle k=1,2,3,\ldots }), sind die folgenden:

1, 4, 11, 31, 106, 402, 1953, 10542, 75447, 398100, 3605464 … (Folge A076730 in OEIS)
- Die dazugehörigen {\displaystyle k}-stelligen Primeval-Zahlen mit der größten Anzahl an Primzahlen sind die folgenden (es sind auch gleichzeitig die größten {\displaystyle k}-stelligen Primeval-Zahlen):

2, 37, 137, 1379, 13679, 123479, 1234679, 12345679, 102345679, 1123456789, 10123456789 … (Folge A134596 in OEIS)
Beispiel:
An der 6. Stelle obiger beider Listen steht die Zahl {\displaystyle 402} und {\displaystyle 123479}. Das bedeutet, dass man aus einer 6-stelligen (Primeval-)Zahl maximal {\displaystyle 402} Primzahlen machen kann. In diesem Fall wäre es die Primeval-Zahl {\displaystyle n=123479}, aus der man {\displaystyle 402} verschiedene Primzahlen machen kann (kann man auch an der 30. Stelle der beiden obersten Listen entnehmen).
- Die folgende Tabelle gibt die ersten sieben Primeval-Zahlen an und welche Primzahlen man daraus machen kann:

| Primeval-Zahl | daraus erhaltene Primzahlen                 | Anzahl der so erhaltenen Primzahlen |
| ------------- | ------------------------------------------- | ----------------------------------- |
| 1             |                                             | 0                                   |
| 2             | 2                                           | 1                                   |
| 13            | 3, 13, 31                                   | 3                                   |
| 37            | 3, 7, 37, 73                                | 4                                   |
| 107           | 7, 17, 71, 107, 701                         | 5                                   |
| 113           | 3, 11, 13, 31, 113, 131, 311                | 7                                   |
| 137           | 3, 7, 13, 17, 31, 37, 71, 73, 137, 173, 317 | 11                                  |

## Primeval-Primzahlen
Eine Primeval-Zahl {\displaystyle n\in \mathbb {N} }, welche Primzahl ist, nennt man Primeval-Primzahl.

## Eigenschaften
- Die Maximalanzahl der durch Permutation erhaltbaren Zahlen sind (jeweils für ein-, zwei-, drei- oder mehrstellige Zahlen):

1, 4, 15, 64, 325 …
Die größte Primeval-Zahl mit der Eigenschaft, dass alle Permutationen ihrer Ziffern Primzahlen sind, ist die Zahl {\displaystyle n=37}.
Beispiel:
Sei {\displaystyle n=107}. Diese Zahl ist eine dreistellige Primeval-Zahl. Insgesamt gibt es, wenn man alle drei Ziffern permutiert, {\displaystyle {\binom {3}{1}}\cdot 1!+{\binom {3}{2}}\cdot 2!+{\binom {3}{3}}\cdot 3!=3\cdot 1+3\cdot 2+1\cdot 6=15} Möglichkeiten. Obiger Tabelle kann man aber entnehmen, dass man nur 5 Primzahlen, nämlich {\displaystyle 7,17,71,107} und {\displaystyle 701} durch Vertauschungen erhält. Es fehlen noch 10 weitere Möglichkeiten, nämlich {\displaystyle 0,1,01,07,10,70,017,071,170} und {\displaystyle 710}, die aber allesamt entweder nicht prim sind oder die ungewöhnliche Schreibweise mit Nullen vorne haben. Obiger Aussage zufolge gibt es keine Primeval-Zahlen, welche größer als {\displaystyle n=37} sind, bei denen alle Permutationen Primzahlen ergeben.

### Beispiele
- Die kleinste Primeval-Primzahl ist {\displaystyle p=2}. Aus ihr kann man nur die Primzahl {\displaystyle p=2} machen.
- Die kleinste Primeval-Zahl, die nicht gleichzeitig Primzahl ist, ist {\displaystyle n=1037=17\cdot 61}. Aus ihr kann man folgende Primzahlen machen:

3, 7, 13, 17, 31, 37, 71, 73, 103, 107, 137, 173, 307, 317, 701, 1307, 3701, 7013, 7103
Es gibt keine kleinere natürliche Zahl {\displaystyle m<n=1037}, aus welcher man 19 oder mehr Primzahlen machen kann.
- Die kleinsten Primeval-Primzahlen sind die folgenden:

2, 13, 37, 107, 113, 137, 1013, 1237, 1367, 10079, 10139, 12379, 13679, 100279, 100379, 123479, 1001237, 1002347, 1003679, 1012379 … (Folge A119535 in OEIS)

## Primeval-Zahlen zu anderen Basen
Bisher wurden nur Primeval-Zahlen im Dezimalsystem, also zur Basis {\displaystyle b=10} behandelt. Die Primeval-Zahl {\displaystyle n=37} wäre zum Beispiel zur Basis {\displaystyle b=8} die Zahl {\displaystyle n=37={\underline {4}}\cdot 8^{1}+{\underline {5}}\cdot 8^{0}=45_{8}} und man könnte ganz andere Primzahlen zur Basis {\displaystyle b=8} daraus machen (in diesem Fall nur die beiden Primzahlen {\displaystyle 5_{8}=5} und {\displaystyle 45_{8}=37}). Daher spielt die jeweilige Basis eine große Rolle bei Primeval-Zahlen.
Eine Primeval-Zahl zur Basis {\displaystyle b} ist eine natürliche Zahl {\displaystyle n\in \mathbb {N} }, für die die Anzahl der Primzahlen, die man durch Permutation (also durch Vertauschung bzw. Weglassung) einiger oder aller ihrer Ziffern zur Basis {\displaystyle b} erhalten kann, größer ist als die Anzahl der Primzahlen, die man auf dieselbe Art und Weise für alle kleineren natürlichen Zahlen {\displaystyle m<n} erhalten kann. Ist diese Zahl eine Primzahl, so nennt man sie Primeval-Primzahl zur Basis {\displaystyle b}.

### Beispiele
- Sei {\displaystyle n=117}. Man kann aus ihr im Dezimalsystem, also zur Basis {\displaystyle b=10}, folgende Primzahlen durch Vertauschung und Weglassung der Ziffern erzeugen:

7, 11, 17, 71
Es sind nur vier Stück. Aber schon aus {\displaystyle m=107<n=117} kann man 5 Primzahlen erzeugen (nämlich 7, 17, 71, 107 und 701). Somit ist {\displaystyle n=117} im Dezimalsystem keine Primeval-Zahl.
Sei aber nun {\displaystyle n=117_{12}} eine Zahl im Duodezimalsystem, also zur Basis {\displaystyle b=12} (diese Zahl wäre im Dezimalsystem die Zahl {\displaystyle n=117_{12}={\underline {1}}\cdot 12^{2}+{\underline {1}}\cdot 12^{1}+{\underline {7}}\cdot 12^{0}=144+12+7=163}). Auch diese Zahl ist im Dezimalsystem keine Primeval-Zahl. Zur Basis {\displaystyle b=12} kann man folgende Primzahlen daraus erzeugen:
{\displaystyle {\begin{aligned}7_{12}&=&&&&&{\underline {7}}\cdot 12^{0}&=&&&7\in \mathbb {P} \\11_{12}&=&&&{\underline {1}}\cdot 12^{1}&+&{\underline {1}}\cdot 12^{0}&=&12+1&=&13\in \mathbb {P} \\17_{12}&=&&&{\underline {1}}\cdot 12^{1}&+&{\underline {7}}\cdot 12^{0}&=&12+7&=&19\in \mathbb {P} \\117_{12}&=&{\underline {1}}\cdot 12^{2}&+&{\underline {1}}\cdot 12^{1}&+&{\underline {7}}\cdot 12^{0}&=&144+12+7&=&163\in \mathbb {P} \\171_{12}&=&{\underline {1}}\cdot 12^{2}&+&{\underline {7}}\cdot 12^{1}&+&{\underline {1}}\cdot 12^{0}&=&144+84+1&=&229\in \mathbb {P} \\711_{12}&=&{\underline {7}}\cdot 12^{2}&+&{\underline {1}}\cdot 12^{1}&+&{\underline {1}}\cdot 12^{0}&=&1008+12+1&=&1021\in \mathbb {P} \end{aligned}}}
Somit kann man aus {\displaystyle n=117_{12}} im Duodezimalsystem insgesamt 6 verschiedene Primzahlen aus den einzelnen Ziffern erzeugen. Weil man aus keiner kleineren Zahl {\displaystyle m<n=117_{12}} im Duodezimalsystem 6 oder mehr Primzahlen erzeugen kann, ist {\displaystyle n=117_{12}} eine Primeval-Zahl zur Basis {\displaystyle b=12}.
- Die ersten Primeval-Zahlen zur Basis {\displaystyle b=12} sind die folgenden (dabei ist aus Ermangelung an weiteren Ziffern {\displaystyle A:=10} und {\displaystyle B:=11}):

1, 2, 13, 15, 57, 115, 117, 125, 135, 157, 1017, 1057, 1157, 1257, 125B, 157B, 167B …
- Die Anzahl der Primzahlen, die man aus obig genannten Primeval-Zahlen zur Basis {\displaystyle b=12} machen kann, lauten:

0, 1, 2, 3, 4, 5, 6, 7, 8, 11, 12, 20, 23, 27, 29, 33, 35 …
Beispiel:
An der 10. Stelle obiger beiden Listen kann man die Zahlen {\displaystyle n=157_{12}} und {\displaystyle 11} ablesen. Dies bedeutet, dass man aus der Zahl {\displaystyle n=157_{12}} genau {\displaystyle 11} verschiedene Primzahlen machen kann und dass es keine einzige Zahl {\displaystyle m<n=157_{12}} zur Basis {\displaystyle b=12} gibt, aus der man {\displaystyle 11} oder mehr verschiedene Primzahlen machen kann.
- Die folgende Tabelle gibt die ersten 10 Primeval-Zahlen zur Basis {\displaystyle b=12} an und welche Primzahlen man daraus machen kann:

| Primeval-Zahl zur Basis {\displaystyle b=12} | entspricht im Dezimalsystem              | daraus erhaltene Primzahlen zur Basis {\displaystyle b=12}                                                | daraus erhaltene Primzahlen im Dezimalsystem  | Anzahl der so erhaltenen Primzahlen |
| -------------------------------------------- | ---------------------------------------- | --- | --------------------------------------------- | ----------------------------------- |
| {\displaystyle 1_{12}}                       | {\displaystyle 1\not \in \mathbb {P} }   | |                                               | 0                                   |
| {\displaystyle 2_{12}}                       | {\displaystyle 2\in \mathbb {P} }        | {\displaystyle 2_{12}}                                                                                    | 2                                             | 1                                   |
| {\displaystyle 13_{12}}                      | {\displaystyle 15\not \in \mathbb {P} }  | {\displaystyle 3_{12},31_{12}}                                                                            | 3, 37                                         | 2                                   |
| {\displaystyle 15_{12}}                      | {\displaystyle 17\in \mathbb {P} }       | {\displaystyle 5_{12},15_{12},51_{12}}                                                                    | 5, 17, 61                                     | 3                                   |
| {\displaystyle 57_{12}}                      | {\displaystyle 67\in \mathbb {P} }       | {\displaystyle 5_{12},7_{12},57_{12},75_{12}}                                                             | 5, 7, 67, 89                                  | 4                                   |
| {\displaystyle 115_{12}}                     | {\displaystyle 161\not \in \mathbb {P} } | {\displaystyle 5_{12},11_{12},15_{12},51_{12},511_{12}}                                                   | 5, 13, 17, 61, 733                            | 5                                   |
| {\displaystyle 117_{12}}                     | {\displaystyle 163\in \mathbb {P} }      | {\displaystyle 7_{12},11_{12},17_{12},117_{12},171_{12},711_{12}}                                         | 7, 13, 19, 163, 229, 1021                     | 6                                   |
| {\displaystyle 125_{12}}                     | {\displaystyle 173\in \mathbb {P} }      | {\displaystyle 2_{12},5_{12},15_{12},25_{12},51_{12},125_{12},251_{12}}                                   | 2, 5, 17, 29, 61, 173, 349                    | 7                                   |
| {\displaystyle 135_{12}}                     | {\displaystyle 185\not \in \mathbb {P} } | {\displaystyle 3_{12},5_{12},15_{12},31_{12},35_{12},51_{12},315_{12},531_{12}}                           | 3, 5, 17, 37, 41, 61, 449, 757                | 8                                   |
| {\displaystyle 157_{12}}                     | {\displaystyle 211\in \mathbb {P} }      | {\displaystyle 5_{12},7_{12},15_{12},17_{12},51_{12},57_{12},75_{12},157_{12},175_{12},517_{12},751_{12}} | 5, 7, 17, 19, 61, 67, 89, 211, 233, 739, 1069 | 11                                  |

- Obiger Tabelle kann man entnehmen, dass die Zahlen {\displaystyle 13_{12}=3_{12}\cdot 5_{12},115_{12}=7_{12}\cdot 1B_{12}} und {\displaystyle 135_{12}=5_{12}\cdot 31_{12}} keine Primzahlen sind. Sie sind die kleinsten zusammengesetzten Primeval-Zahlen zur Basis {\displaystyle b=12} (denn {\displaystyle 1_{12}=1} ist weder eine Primzahl noch eine zusammengesetzte Zahl). Alle anderen nicht zusammengesetzten Primeval-Zahlen (außer {\displaystyle 1_{12}=1}) sind Primeval-Primzahlen zur Basis {\displaystyle b=12}.

## k-Primeval-Zahlen
Es gibt Zahlen {\displaystyle n\in \mathbb {N} }, mit denen man durch Permutation (also durch Vertauschung bzw. Weglassung) einiger oder aller ihrer Ziffern sämtliche {\displaystyle k}-stelligen Primzahlen erhalten kann. Diese Zahlen nennt man k-Primeval-Zahlen.

### Beispiele
- Wenn man die kleinste Zahl {\displaystyle n\in \mathbb {N} } sucht, welche alle einstelligen Primzahlen {\displaystyle 2,3,5} und {\displaystyle 7} enthält, so kann es sich nur um die Zahl {\displaystyle n=2357} handeln. Diese Zahl ist somit eine 1-Primeval-Zahl. Alle anderen Zahlen, welche die Ziffern  {\displaystyle 2,3,5} und {\displaystyle 7} enthalten, sind natürlich ebenfalls 1-Primeval-Zahlen (wie zum Beispiel {\displaystyle n=3018253975}).
- Die kleinsten k-Primeval-Zahlen sind die folgenden (für aufsteigendes {\displaystyle k=1,2,3,\ldots }):

2357, 1123456789, 1012233445566778899, 10011222333444555666777888999, 1000111222233334444555666777788889999, 100001111222233333444445555566666777778888899999, 100000111112222233333344444555556666677777788888999999 … (Folge A134649 in OEIS)

## k-Primeval-Primzahlen
Eine k-Primeval-Zahl, die gleichzeitig Primzahl ist, nennt man k-Primeval-Primzahl.

### Beispiele
- Die kleinsten k-Primeval-Primzahlen sind die folgenden (für aufsteigendes {\displaystyle k=1,2,3,\ldots }):

2357, 1123465789, 10112233445566788997, 100111222333444555666777998889, 1000111222233334444555666777798889899, 100001111222233333444445555566666777778888999989 … (Folge A135377 in OEIS)
Weil diese Zahlen sehr schnell sehr hoch werden, hat sich folgende Schreibweise etabliert:
Zuerst beginnen alle Zahlen mit (1), welche immer in solchen Zahlen vorkommt, danach folgt die Anzahl aller darauffolgenden Nullen, danach die Anzahl aller darauffolgenden Einsen etc., gegen Ende folgt die Anzahl aller darauffolgenden Achter, zuletzt kommt eine Gruppe von Achtern und Neunern, die die gesuchte Zahl abschließt.
Beispiel:
Die kleinste 4-Primeval-Primzahl ist {\displaystyle n=100111222333444555666777998889} und lautet in dieser Schreibweise: (1) 2 3 3 3 3 3 3 3 0 998889. Sie beginnt also mit einer Eins, darauf kommen zwei Nullen, drei Einsen, drei Zweier etc., gegen Ende kommen drei Siebener, Null Achter und zuletzt kommt noch die Ziffernfolge 998889.
- Mit obiger Schreibweise kann man die weiteren kleinsten k-Primeval-Primzahlen angeben, ohne viel Platz zu gebrauchen:

| {\displaystyle k} | kleinste k-Primeval-Primzahl in obiger Schreibweise |
| ----------------- | --------------------------------------------------- |
| 1                 | 2357 (Schreibweise in diesem Fall untauglich)       |
| 2                 | 1123465789 (Schreibweise in diesem Fall untauglich) |
| 3                 | (1) 1 2 2 2 2 2 2 1 2 997                           |
| 4                 | (1) 2 3 3 3 3 3 3 3 0 998889                        |
| 5                 | (1) 3 3 4 4 4 3 3 4 0 98889899                      |
| 6                 | (1) 4 4 4 5 5 5 5 5 4 999989                        |
| 7                 | (1) 5 5 5 6 5 5 5 6 3 98899999                      |
| 8                 | (1) 5 6 7 7 6 7 7 7 6 98999999                      |
| 9                 | (1) 7 7 8 8 8 7 8 8 6 9999989899                    |
| 10                | (1) 8 8 8 9 9 9 9 9 7 9999899999                    |

| {\displaystyle k} | kleinste k-Primeval-Primzahl in obiger Schreibweise  |
| ----------------- | ---------------------------------------------------- |
| 11                | (1) 8 9 10 10 10 9 10 10 6 9889989999999             |
| 12                | (1) 10 10 10 11 11 11 10 11 9 9998999999899          |
| 13                | (1) 10 11 11 12 11 12 11 12 9 99899999999899         |
| 14                | (1) 11 13 13 13 12 12 12 13 11 989999989999999       |
| 15                | (1) 12 13 14 14 13 14 13 14 12 9999999988999999      |
| 16                | (1) 13 14 14 15 14 14 14 15 12 99999999999999889     |
| 17                | (1) 14 15 15 16 15 15 15 16 14 998999999999998999    |
| 18                | (1) 16 17 17 17 16 17 17 17 14 9989999999999899999   |
| 19                | (1) 17 18 17 18 17 17 17 18 15 988999999899999999999 |
| 20                | (1) 17 19 18 19 19 18 19 19 16 999999998999999999989 |

| {\displaystyle k} | kleinste k-Primeval-Primzahl in obiger Schreibweise           |
| ----------------- | ------------------------------------------------------------- |
| 21                | (1) 18 19 19 20 19 19 20 20 17 9899999999999999998999         |
| 22                | (1) 18 20 20 21 20 21 21 21 18 99998999999999999998999        |
| 23                | (1) 21 23 21 22 21 21 22 22 19 999999889999999999999999       |
| 24                | (1) 20 22 22 23 22 22 22 23 21 999999999999999989999999       |
| 25                | (1) 23 23 23 24 23 23 23 24 22 9999999999999999998999999      |
| 26                | (1) 23 24 24 25 25 25 24 25 22 999999999999999999899999989    |
| 27                | (1) 24 25 25 26 25 25 25 26 23 9999999998999999999999998999   |
| 28                | (1) 25 26 27 27 27 26 27 27 25 9999899999999999999999999999   |
| 29                | (1) 25 27 27 28 27 27 27 28 25 999999989999999999999999999989 |
| 30                | (1) 26 29 28 29 29 28 28 29 27 999999999999998999999999999999 |

Die kleinste 30-Primeval-Primzahl hat somit schon {\displaystyle 1+26+29+28+29+29+28+28+29+27+30=284} Stellen.